# Alfie Williams (attore)
Alfie Williams (Newcastle upon Tyne, 3 gennaio 2011) è un attore inglese, noto principalmente per il ruolo da protagonista nei film 28 anni dopo (2025) e nell'imminente 28 anni dopo - Parte 2: Il tempio delle ossa (2026).

## Carriera
Ha iniziato con un piccolo ruolo nella terza stagione della serie televisiva fantasy Queste oscure materie. È apparso anche nel cortometraggio Phallacy con Stephen Graham e Shaun Parkes e nella serie Our Friends in the North della BBC Radio 4.
Interpreta Spike nel film horror post-apocalittico 28 anni dopo (2025), il suo primo ruolo importante sullo schermo. È stato descritto come il "protagonista indiscusso" del film da The Hollywood Reporter,  un "nuovo talento eccezionale" da Empire,  e "eccellente" nel ruolo da The Times. Aveva 13 anni al momento delle riprese e non ne aveva ancora 14 quando riprese il ruolo nel sequel 28 anni dopo - Parte 2: Il tempio delle ossa, le cui riprese iniziarono tre settimane dopo la conclusione delle riprese di 28 anni dopo.

## Vita privata
Crebbe e studiò vicino a Newcastle upon Tyne, in Inghilterra. Anche suo padre, Alfie Dobson, è un attore. 

## Filmografia
| Anno | Titolo                                       | Ruolo                        | Note                           |
| ---- | -------------------------------------------- | ---------------------------- | ------------------------------ |
| 2021 | Phallacy                                     | Bo Williams                  | Cortometraggio                 |
| 2022 | Queste oscure materie                        | Il fantasma di Theo          | Episodio: "Senza via d'uscita" |
| 2023 | Una nuova razza di criminali                 | Il giovane Henry John Sayers |                                |
| 2025 | 28 anni dopo                                 | Spike                        |                                |
| 2026 | 28 anni dopo - Parte 2: Il tempio delle ossa | Spike                        |                                |